# Франсуа де Касаб'янка
Франсуа-Ксав'є Жозеф де Касаб'янка (фр. François-Xavier Joseph de Casabianca; 27 червня 1796, Ніцца — 24 травня 1881, Париж) — французький державний діяч, граф.
У 1848 році Касаб'янка був обраний до Національних зборів (як представник Корсики) і працював там на підтримку політики свого двоюрідного брата Луї Наполеона. У жовтні 1851 року він став міністром торгівлі та сільського господарства, а невдовзі того ж року — міністром фінансів. Як бонапартист, Касаб'янка згодом схвалив державний переворот 2 грудня того ж року, хоча не брав у ньому участі. У 1852—1864 роках він був прем'єр-міністром (без портфеля), а в 1864—1871 роках — генеральним прокурором в Апеляційному суді (Cour des comptes). У 1852 році Касаб'янка отримав титул графа і став членом сенату.